# María Alicia Delgado
María Alicia Delgado (Monterrey, Novo León, México, 18 de março de 1949) é uma uma actriz mexicana.
Realizou seu debut no ano 1984 no tesouro do saber como Marilú. Ademais tem trabalhado em programas como Anabel, Hoje e em telenovelas como  Zacatillo, um lugar em teu coração, Amorcito coração, De que te quero, te quero, entre outras.
Sua participação recente foi A rosa de Guadalupe no capítulo Um bom dia para amar.

## Cinema
- Eu, tu, ele e o outro (1993) .... Anjos
- Perfume, efeito imediato (1994) .... Miriam
- Rumo aos prêmios fúria musical 2004 (2004) .... Estefana
- Um galo com muitos ovos (2013)...Avó

## Programas e séries
- Odisea Borbulhas (1981-1983) ... Várias Personagens (Infantil)
- O tesouro do saber (1982-1987) .... Marilú
- Anabel! (1988-1996) .... Várias Personagens (Comédia)
- Videoteatros (1993) .... Ilka
- A Tia das Raparigas (1997)
- Derbez em quando (1998-1999) .... Alz (Comédia)
- Humor é... os Comediantes (1999-2001) .... A Avó (Comédia)
- Desenhador ambos sexos Capítulo 17: Trabalhando como abejita (2001) .... Directora de comercial
- XHDRBZ (2002-2003) .... Alz
- Zero em conduta (2002-2003) .... A Avó (Comédia)
- A casa do riso (2003-2005) .... Várias Personagens (Comédia)
- Hoje (2006) .... Ela Mesma
- Irmãos e detectives (2009) 1 capítulo (2009)
- Estrela2 (2012) 1 capítulo (2013) .... Convidada (Comédia)
- A rosa de Guadalupe (2016)
  - Um bom dia para amar (2016) - Doña Luisita

## Telenovelas
- O diário de Daniela (1998) .... Eva García
- Serafín (1999) .... Cachita
- Sonhos e caramelos (2005) .... Adelina "Ady"
- Querida inimiga (2008) .... Mãe Trinidad
- Zacatillo, um lugar em teu coração (2010) .... Alicia "Lichita" López e López
- Amorcito coração (2011-2012) .... Susana "Susy"
- De que te quero, te quero (2013-2014) .... Lucrecia Capone / Prudência "Jechu" Sapata Osorio
- A vizinha (2015) .... Marinha Zaldívar
- Apaixonando-me de Ramón (2017) .... Fredesvinda Wilkinson
- Médicos (telenovela) (2019-20) ... Martha Ortiz

## Prêmios

### Prêmios TVyNovelas
| Ano  | Categoria            | Trabalho | Resultado |
| ---- | -------------------- | -------- | --------- |
| 1991 | Melhor actriz cómica | Anabel!  | Nominada  |

### Prêmios Califa de Ouro 2010
| Categoria              | Pessoa               | Resultado |
| ---------------------- | -------------------- | --------- |
| Melhor actuação do ano | María Alicia Delgado | Ganhadora |